# Discografia de Pixie Lott
A discografia da cantora e compositora inglesa Pixie Lott consiste em três álbuns de estúdio, dois extended plays (EP) e quinze canções lançadas como singles (incluindo uma como artista participante). Lott foi contratada pela gravadora Mercury em 2008 e lançou seu álbum de estreia, Turn It Up, em 2009. O disco atingiu a sexta colocação na tabela musical da Official Charts Company (OCC) no Reino Unido e vendeu mais de um milhão de cópias mundialmente. O material contou com cinco singles: "Mama Do (Uh Oh, Uh Oh)", "Boys and Girls", "Cry Me Out", "Gravity" e "Turn It Up", os quais entraram na lista continental European Hot 100 Singles. "Mama Do" e "Boys and Girls" chegaram ao topo no Reino Unido, e a primeira faixa também alcançou o número treze na classificação da Associação Fonográfica Portuguesa (AFP). "Cry Me Out", "Gravity" e "Turn It Up" ficaram entre as vinte primeiras posições em território britânico. Em 2010, após ser certificado como disco de platina dupla pela British Phonographic Industry (BPI), o álbum foi relançado sob o título Turn It Up Louder, tendo como single "Broken Arrow".
O segundo álbum de estúdio da cantora, Young Foolish Happy, foi lançado em 2011 e atingiu o número dezoito no Reino Unido, onde recebeu a certificação de ouro pela BPI e três músicas do trabalho ficaram entre as dez primeiras colocações: "All About Tonight", "What Do You Take Me For?" e "Kiss the Stars", das quais "All About Tonight" chegou ao topo. Em 2012, a colaboração com Tinchy Stryder em "Bright Lights" alcançou o sétimo posto no país. O terceiro material de estúdio da inglesa, Pixie Lott, teve distribuição em 2014 e chegou à décima quinta posição em território britânico. Do álbum, a faixa "Nasty" deu à artista seu sétimo single entre as dez mais bem colocadas ao ocupar o número nove.
Durante a carreira de Lott, outras canções dos seus discos como a regravação de "Use Somebody", dos Kings of Leon, entraram em tabelas por vendas digitais. Através deste formato, mais de dois milhões de cópias das músicas da cantora foram comercializadas internacionalmente. A videografia relacionada da artista é formada por dezesseis vídeos de suas faixas. A inglesa também aparece em canções de outros músicos — que incluem Alexandra Burke, Girls' Generation e Selena Gomez — ao receber crédito de composição.

## Álbuns

### Álbuns de estúdio
| Turn It Up - Lançamento: 11 de setembro de 2009 - Gravadora: Mercury - Formato(s): CD e download digital          | 6  | 73 | 49 | 81 | 16 | 60 | 18  | —  | —  | 29 | 30 | - GBR: 2× Platina | - Mundo: 1.000.0001 - GBR: 874.0382 |
| Young Foolish Happy - Lançamento: 11 de novembro de 2011 - Gravadora: Mercury - Formato(s): CD e download digital | 18 | —  | —  | —  | —  | —  | 33  | 75 | 20 | 10 | —  | - GBR: Ouro       | - GBR: 102.8882 - KOR: 2.5743       |
| Pixie Lott - Lançamento: 1º de agosto de 2014 - Gravadora: Virgin EMI - Formato(s): CD e download digital         | 15 | —  | —  | —  | —  | —  | 100 | —  | 84 | 11 | —  |                   | - GBR: 3.8952 - KOR: 1764           |
| "—" indica uma obra que não entrou na tabela musical correspondente.                                              |    |    |    |    |    |    |     |    |    |    |    |                   |                                     |

### Álbuns de compilação
| Detalhes do álbum |
| --- |
| Platinum Pixie: Hits - Lançamento: 21 de novembro de 2014 - Gravadora: Virgin EMI - Formato(s): CD e download digital |

### Extended plays(EP)
| Detalhes do álbum                                                                                                  |
| --- |
| iTunes Live from London - Lançamento: 4 de setembro de 2009 - Gravadora: Mercury - Formato(s): Download digital    |
| iTunes Festival: London 2010 - Lançamento: 28 de julho de 2010 - Gravadora: Mercury - Formato(s): Download digital |

## Singles

### Como artista principal
| 2009                                                                 | "Mama Do (Uh Oh, Uh Oh)"                 | 1   | 32 | 34 | 30 | 8  | 10 | 13 | — | 83 | 6  | 19 | 13 | - GBR: Prata | Turn It Up           |
| 2009                                                                 | "Boys and Girls"                         | 1   | —  | —  | —  | 39 | —  | 4  | — | —  | —  | —  | —  | - GBR: Prata | Turn It Up           |
| 2009                                                                 | "Cry Me Out"                             | 12  | —  | 66 | —  | 4  | —  | 31 | — | —  | 13 | —  | —  | - GBR: Prata | Turn It Up           |
| 2010                                                                 | "Gravity"                                | 20  | —  | —  | —  | —  | —  | 42 | — | —  | —  | —  | —  |              | Turn It Up           |
| 2010                                                                 | "Turn It Up"                             | 11  | —  | —  | —  | —  | —  | 20 | — | —  | —  | —  | —  |              | Turn It Up           |
| 2010                                                                 | "Broken Arrow"                           | 12  | —  | —  | —  | —  | —  | 30 | — | —  | —  | —  | —  |              | Turn It Up Louder    |
| 2011                                                                 | "All About Tonight"                      | 1   | —  | —  | —  | —  | —  | 9  | 4 | —  | 50 | —  | —  | - GBR: Ouro  | Young Foolish Happy  |
| 2011                                                                 | "What Do You Take Me For?" (com Pusha T) | 10  | —  | —  | —  | —  | —  | 30 | — | —  | —  | —  | —  |              | Young Foolish Happy  |
| 2012                                                                 | "Kiss the Stars"                         | 8   | —  | —  | —  | —  | —  | 33 | — | —  | —  | —  | —  |              | Young Foolish Happy  |
| 2012                                                                 | "Dancing on My Own" (com GD&T.O.P)       | —   | —  | —  | —  | —  | —  | —  | — | 36 | 2  | —  | —  |              | Young Foolish Happy  |
| 2014                                                                 | "Nasty"                                  | 9   | —  | —  | —  | —  | —  | 43 | — | —  | 15 | —  | —  |              | Pixie Lott           |
| 2014                                                                 | "Lay Me Down"                            | 114 | —  | —  | —  | —  | —  | —  | — | —  | 26 | —  | —  |              | Pixie Lott           |
| 2014                                                                 | "Break Up Song"                          | —   | —  | —  | —  | —  | —  | —  | — | —  | —  | —  | —  |              | Pixie Lott           |
| 2014                                                                 | "Caravan of Love"                        | —   | —  | —  | —  | —  | —  | —  | — | —  | —  | —  | —  |              | Platinum Pixie: Hits |
| "—" indica uma obra que não entrou na tabela musical correspondente. |                                          |     |    |    |    |    |    |    |   |    |    |    |    |              |                      |

### Como artista participante
| Ano  | Obra                                            | Melhores posições atingidas | Melhores posições atingidas | Melhores posições atingidas | Álbum          |
| Ano  | Obra                                            | GBR                         | GBR (R&B)                   | IRL                         | Álbum          |
| ---- | ----------------------------------------------- | --------------------------- | --------------------------- | --------------------------- | -------------- |
| 2012 | "Bright Lights" (Tinchy Stryder com Pixie Lott) | 7                           | 3                           | 19                          | Obra sem álbum |

### Singlespromocionais
| Ano  | Obra              | Álbum                                                       |
| ---- | ----------------- | ----------------------------------------------------------- |
| 2009 | "Without You"     | Turn It Up                                                  |
| 2009 | "Rolling Stone"   | Turn It Up                                                  |
| 2011 | "I Need a Dollar" | Obra sem álbum (parte da divulgação do Young Foolish Happy) |
| 2014 | "Heart Cry"       | Pixie Lott                                                  |

### Outras canções
| 2010                                                                 | "Use Somebody"                   | 41  | —  | 19 | Turn It Up Louder   |
| 2010                                                                 | "Coming Home" (com Jason Derulo) | 51  | 33 | —  | Turn It Up Louder   |
| 2010                                                                 | "Doing Fine (Without You)"       | 179 | —  | —  | Turn It Up Louder   |
| 2011                                                                 | "Everybody Hurts Sometimes"      | —   | 30 | —  | Young Foolish Happy |
| "—" indica uma obra que não entrou na tabela musical correspondente. |                                  |     |    |    |                     |

## Videografia

### Álbuns de vídeo
| Detalhes do álbum                                                                                 | Notas |
| ------------------------------------------------------------------------------------------------- | --- |
| Pixie Lott - Lançamento: 27 de agosto de 2010 - Gravadora: Mercury - Formato(s): Download digital | - Lançamento exclusivo pela iTunes Store, contém os vídeos lançados entre 2009–10 para "Mama Do (Uh Oh, Uh Oh)", "Boys and Girls", "Cry Me Out" e "Turn It Up". |

### Vídeos musicais
| Ano  | Obra                                            | Diretor               |
| ---- | ----------------------------------------------- | --------------------- |
| 2009 | "Mama Do (Uh Oh, Uh Oh)"                        | Trudy Bellinger       |
| 2009 | "Boys and Girls"                                | Diane Martel          |
| 2009 | "Cry Me Out"                                    | Jake Nava             |
| 2010 | "Gravity"                                       | Nick Frew             |
| 2010 | "Turn It Up"                                    | Nick Frew             |
| 2010 | "Broken Arrow"                                  | Gregg Masuak          |
| 2010 | "Can't Make This Over"                          | Elisha Smith-Leverock |
| 2011 | "All About Tonight"                             | Marc Klasfeld         |
| 2011 | "What Do You Take Me For?" (com Pusha T)        | Declan Whitebloom     |
| 2012 | "Bright Lights" (Tinchy Stryder com Pixie Lott) | Dale Resteghini       |
| 2012 | "Kiss the Stars"                                | Julian Gibbs          |
| 2013 | "Heart Cry"                                     | Ben Falk              |
| 2014 | "Nasty"                                         | Bryan Barber          |
| 2014 | "Lay Me Down"                                   | Ben Falk              |
| 2014 | "Break Up Song"                                 | Nick Bartlett         |
| 2014 | "Caravan of Love"                               | Ben Jones             |

## Discografia de composição
| Canção               | Artista(s)                              | Compositor(es)                                           | Álbum                    | Ano  | Ref.   |
| -------------------- | --------------------------------------- | -------------------------------------------------------- | ------------------------ | ---- | ------ |
| "Baby Maybe"         | Girls' Generation                       | Ruth Anne Cunningham Mich Hansen Jonas Jeberg Pixie Lott | I Got a Boy              | 2013 | [ 49 ] |
| "Goodnight, Goodbye" | Leki                                    | Mads Hauge Pixie Lott Phil Thornalley                    | Leki and the Sweet Mints | 2009 | [ 50 ] |
| "No Good for Me"     | Lisa Lois                               | Pixie Lott David Monday Phil Thornalley                  | Smoke                    | 2009 | [ 51 ] |
| "The One"            | Stan Walker com Pixie Lott              | Stuart Crichton Tommy Lee James Pixie Lott Karen Poole   | From the Inside Out      | 2010 | [ 52 ] |
| "Promises Promises"  | Lisa Lois                               | Pixie Lott Martin Sutton                                 | Smoke                    | 2012 | [ 51 ] |
| "Side Effects"       | Mandy Capristo                          | Toby Gad Pixie Lott Pam Sheyne                           | Grace                    | 2012 | [ 53 ] |
| "We Own the Night"   | Selena Gomez & the Scene com Pixie Lott | Toby Gad Pixie Lott                                      | When the Sun Goes Down   | 2011 | [ 54 ] |
| "You Broke My Heart" | Alexandra Burke                         | Steve Booker Pixie Lott Niara Scarlett                   | Overcome                 | 2009 | [ 55 ] |
| "You Took My Love"   | John Farnham                            | Steve Booker Pixie Lott Karen Poole                      | Jack                     | 2010 | [ 56 ] |